# Districte de Marcapata
El districte de Marcapata és un dels dotze districtes de la província de Quispicanchi al Perú. Fou creat el 20 de gener de 1869, la seva capital és Marcapata. Alguns dels cims més alts del districte són Chumpi, Hatun Ñañu Punta, Wila Jaqhi i Yayamari. La seva població son principalment indigenous descendents de Quítxua. El quítxua és la llengua de la majoria de la població (87.29%), un 12.33% dels residents van començar parlar utilitzant la llengua castellana.